# カール・ヨーゼフ・シュレーター
カール・ヨーゼフ・シュレーター（独: Carl Joseph Schröter、1855年12月19日 - 1939年2月7日）は、スイスの植物学者、植物生態学者。生まれはドイツのエスリンゲンである。
アルプス山脈を中心とした高山植生の研究で名高く、フランスの植物学者シャルル・フラオーと共に、植物群落単位の基本として群集（Assoziation）を用いることを提議し、植物生態学に「個生態学」と「群生態学」を設けて植物社会学の発展に貢献した。

## 生涯
1855年12月19日、ヴュルテンベルク王国（現ドイツ、バーデン＝ヴュルテンベルク州）のエスリンゲンに生まれる。
スイス連邦工科大学の一つチューリッヒ工科大学に進学する。
チューリッヒ工科大学では同国出身の植物学者カール・エドゥアルト・クラメールの助手となり、同国出身の地質学者、博物学者であるオズヴァルト・ヘールの後に1926年まで母校の植物学教授となる。
1910年にブリュッセルで開かれた国際植物学者会議ではフランスの植物学者フラオーと共に、当時混乱していた植物群落の単位の基本とし、群集を用いることを主張し、その後、群系と対立して学会に認められた。
その後、国際植物学会の用語委員会のリーダーとして植物生態学用語の統一に尽力した。
1939年2月7日、チューリッヒで亡くなる。